# Neuer jüdischer Friedhof (Bad Berleburg)

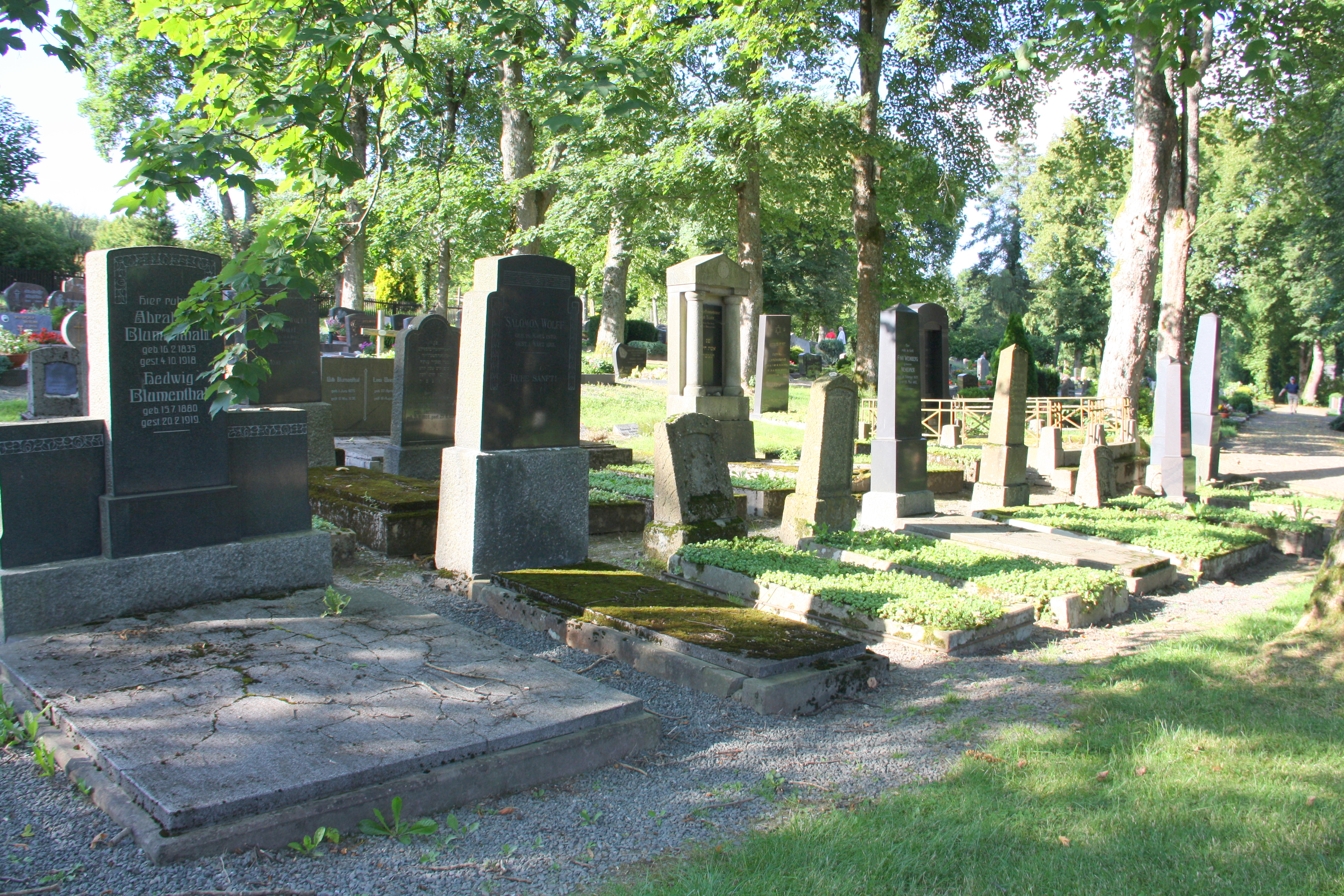
Neuer jüdischer Friedhof in Bad Berleburg

Der Neue jüdische Friedhof in Bad Berleburg, einer Stadt im Kreis Siegen-Wittgenstein in Nordrhein-Westfalen, wurde 1905 als Teil des städtischen Friedhofs am Sengelsberg angelegt. Auf dem jüdischen Friedhof sind heute noch 34 Grabsteine vorhanden.
Der Friedhof wurde von 1890 bis 1939 und dann nochmals in den Jahren 1962 und 1971 belegt.